# Alt-Gletscher
Der Alt-Gletscher ist ein etwa 6,5 km langer Gletscher, der in westsüdwestlicher Richtung von der Explorers Range in den Bowers Mountains zum Rennick-Gletscher fließt, den er nördlich des Mount Soza erreicht. 
Das Gebiet wurde durch Vermessungsarbeiten des United States Geological Survey und mithilfe von Luftaufnahmen der United States Navy zwischen 1960 und 1964 kartografisch erfasst. Das Advisory Committee on Antarctic Names benannte ihn nach Jean Alt, französischer Meteorologe auf der Station Little America V im Winter 1958. 